# Халідов Саїд-Магомед
Халідов Саїд-Магомед (нар. 23 березня 2004 року, Одеса, Україна) — дзюдоїст, триразовий чемпіон України, призер Кубок Європи (Хорватія, 2019). Мурад свою першу нагороду отримав в чотири роки на міжклубних змаганнях («Нова Хвиля», 2008 рік) і це стало натхненням для досягненн нових висот у спорті.

## Біографія
Халідов Саїд-Магомед народився в Одесі (Україна) в родині бізнесмена Халідова Казбека Іл’ясовича і домогосподарки Хадізової Яхі Шамілівни. Мурад один з 5 дітей в сім'ї.
Ініціатором спортивної кар'єри юнака став батько. Саме він привів чотирирічного Мурада на дзюдо. Після першого ж тренування він "зрозумів, що це мій спорт". Перша перемога на міжклубних змаганнях підбурювала досягати все більших висот.
Ще однією мотивацією став двоюрідний брат Ахмед, який раніше теж займався дзюдо, і завжди допомагав порадою, служив натхненням для молодого спортсмена.

### Спортивна кар'єра
Важливою людиною в спортивній кар'єрі Мурада став його перший і єдиний тренер — Костянтин Костянтинович Цховребашвілі (президент спортивного клубу «Європа» (м. Одеса), головний тренер спортивного клубу «Європа», тренер з дзюдо, представник Одеської обласної федерації дзюдо, член Асоціації дзюдо США, член федерації дзюдо України). Крім цього Костянтин Костянтинович триразовий чемпіон СРСР.
Тренування Саїд-Магомеда проходять три рази на тиждень, але, коли мова йде про підготовку до змагань, тренування збільшуються вдвічі.
Третій Чемпіонат України був найважливішим для Мурада, так як це був відбір до складу кадетської збірної України з дзюдо (з усіх спортсменів Саїд-Магомед став першим в цій категорії). 
Зараз мета Мурада - завоювання золотої медалі на Олімпійських іграх (Париж, 2024). Свою майбутню перемогу Саїд-Магомед хоче присвятить двоюрідному брату Ахмеду, так як ще на початку кар'єри пообіцяв йому досягти цього.